# Old Bridge (New Jersey)
Old Bridge – jednostka osadnicza w hrabstwie Middlesex w stanie New Jersey w USA. Miejscowość należy do konglomeracji Old Bridge Township. Według danych z 2010 roku Old Bridge zamieszkiwało niespełna 24 tys. osób.